# Castelli romani di Milano
I castelli romani di Milano rappresentano l'insieme delle quattro caserme che ospitavano i vari corpi militari dislocati fuori dalle mura cittadine a difesa della città di Mediolanum, il cui centro abitato corrisponde alla moderna Milano, di cui rappresenta l'evoluzione storica. 
I castelli romani (lat. castra) di Mediolanum erano il Castrum Vetus, il Castrum Portae Novae, l'Arx Romana e il Castrum Portae Jovis. Nella stessa area dove sorgeva il Castrum Portae Jovis venne costruito, in epoca medievale, il Castello di Porta Giovia, che fu poi trasformato nel moderno Castello Sforzesco.

## Storia

L'antica Milano romana (Mediolanum) sovrapposta alla Milano moderna. Il rettangolo più chiaro al centro, leggermente sulla destra, rappresenta la moderna piazza del Duomo, mentre il moderno Castello Sforzesco si trova in alto a sinistra, appena fuori dal tracciato delle mura romane di Milano. Al centro, indicato in rosso salmone, il foro romano di Milano, mentre in verde il quartiere del palazzo imperiale romano di Milano

L'antica Mediolanum era difesa, oltre che da mura e torri, anche da quattro fortificazioni, tutte esterne alle mura, la più antica delle quali era conosciuta come Castrum Vetus, che si trovava nei pressi di Porta Ticinese romana. Gli altri castelli erano il Castrum Portae Novae, che si trovava nei pressi di Porta Nuova romana lungo il prolungamento del cardo fuori dalle mura cittadine (dall'altro lato del cardo, sempre fuori dalla cinta muraria, era presente il già citato Castrum Vetus), mentre lungo i prolungamenti esterni del decumano erano situati l'Arx Romana, appena fuori da Porta Romana, e il Castrum Portae Jovis, che sorgeva nei pressi di Porta Giovia romana. L'Arx Romana, in particolare, era situata sulla sommità di una piccola collina (arx, in latino, significa "rocca, "fortezza", ma anche "altura", "sommità", "luogo elevato").
Il Castrum Portae Jovis iniziò a rivestire, a partire dal 286, quando Mediolanum diventò capitale dell'Impero romano d'Occidente, anche la funzione di Castra Praetoria, ovvero di caserma dei pretoriani, reparto militare che svolgeva compiti di guardia del corpo dell'imperatore. Tale zona era quindi il "Campo Marzio" di Mediolanum, ovvero l'area consacrata a Marte, dio della guerra, che era utilizzata per le esercitazioni militari. L'ultima delle quattro fortificazioni che venne costruita fu il Castrum Portae Novae. Dei quattro castelli non sono giunte sino a noi tracce archeologiche, ma solo menzioni nei documenti. Nella stessa area dove sorgeva il Castrum Portae Jovis venne costruito, in epoca medievale, il Castello di Porta Giovia, che fu poi trasformato nel moderno Castello Sforzesco.
La destinazione del castello nord occidentale a Castra Praetoria è legato all'orientamento degli edifici nel foro romano di Milano. In particolare, fu il Capitolium, che era dedicato alla Triade Capitolina, a dare alla toponomastica della Mediolanum dell'epoca, quando la città divenne capitale dell'Impero d'Occidente: dato che nel gruppo scultoreo principale del Capitolium, Giove era seduto al centro, con Minerva alla sua destra e Giunone a sinistra, fu deciso di destinare il castello difensivo nord occidentale, che si trovava alla destra del Capitolium, alla funzione di Castra Praetoria, ovvero a sede dei pretoriani, che erano un reparto militare che svolgeva compiti di guardia del corpo dell'imperatore (Minerva è infatti anche la dea della lealtà durante la lotta): la porta verso cui si accedeva a questo castello (che era esterno alle mura cittadine come gli altri tre) fu poi chiamata Porta Giovia). 
Le mura romane di Milano furono distrutte dell'esercito di Federico Barbarossa durante l'assedio del 1162, venendo poi sostituite dalle mura medievali di Milano.

## Mappa dettagliata di Mediolanum

Mappa dell'antica Milano romana (Mediolanum) (secoli III-V) con indicate le mura e le porte romane di Milano, il foro romano di Milano, il teatro romano di Milano, l'anfiteatro romano di Milano, il circo romano di Milano, l'area del palazzo imperiale romano di Milano (in rosa più tenue), la zecca romana di Milano, le terme Erculee, il mausoleo imperiale di Milano, la via Porticata con l'arco trionfale, i magazzini annonari romani di Milano (lat. horrea), il porto fluviale romano di Milano, i castelli romani di Milano e le basiliche paleocristiane di Milano